# Eaux profondes (film, 2022)
Pour les articles homonymes, voir Eaux profondes (homonymie).
Pour plus de détails, voir Fiche technique et Distribution.
Eaux profondes (Deep Water) est un thriller érotique américain réalisé par Adrian Lyne sorti en 2022. Il s'agit d'une adaptation cinématographique du roman du même nom de Patricia Highsmith.
Ce film marque le retour d'Adrian Lyne à la réalisation d'un long métrage, après Infidèle sorti en 2002.

## Synopsis
Vic Van Allen et sa magnifique femme Melinda sont un couple aisé de la Nouvelle-Orléans, parents d’une petite fille de 6 ans, Trixie.
Mais derrière les apparences leur mariage s'écroule sous le poids de la rancœur, de la jalousie et du doute.
Melinda qui a pris l’habitude de prendre régulièrement des amants, n’hésite pas par provocation à s’afficher avec eux devant leur cercle d’amis, son mari fait profil bas et semble s’en accommoder par amour sans manifester extérieurement la moindre jalousie.
Alors que leurs provocations et manipulations mutuelles s'intensifient, les choses se transforment rapidement en un jeu du chat et de la souris mortel lorsque les amants de Melinda commencent à disparaître dans d’étranges circonstances.

## Fiche technique
Sauf indication contraire, les informations mentionnées dans cette section peuvent être confirmées par la base de données cinématographiques IMDb,  présente dans la section « Liens externes ».
- Titre original : Deep Water
- Titre français : Eaux profondes
- Réalisation : Adrian Lyne
- Scénario : Zach Helm et Sam Levinson, d'après le roman Eaux profondes de Patricia Highsmith
- Direction artistique : Kelly Curley
- Décors : Jeannine Oppewall
- Costumes : Heidi Bivens
- Photographie : Eigil Bryld
- Montage : Tim Squyres et Andrew Mondshein
- Musique : Marco Beltrami
- Production : Garrett Basch, Benjamin Forkner, Anthony Katagas, Arnon Milchan et Steven Zaillian
  - Production déléguée : Philipp Keel, Guymon Casady, Yariv Milchan et Michael Schaefer
- Sociétés de production : New Regency Pictures, Entertainment 360 et Film Rites
- Société de distribution : Hulu (États-Unis)
- Pays de production :  États-Unis
- Langue originale : anglais
- Format : couleur
- Genre : thriller érotique
- Durée : 115 minutes
- Dates de sortie : 
  - États-Unis : 18 mars 2022 (en vidéo à la demande sur Hulu)
  - France : 18 mars 2022 (en vidéo à la demande sur Prime Video)
- Classification[1] :
  - États-Unis : R (interdit aux moins de 17 ans sans être accompagné)
  - France : 18+ (déconseillé aux moins de 18 ans[réf. nécessaire])

## Distribution
- Ben Affleck (VF : Jean-Pierre Michaël) : Victor Van Allen
- Ana de Armas (VF : Julie Cavanna) : Melinda Van Allen
- Grace Jenkins (VF : Vedernikova Vera) : Trixie Van Allen
- Tracy Letts (VF : Bruno Magne) : Don Wilson
- Rachel Blanchard (VF : Christèle Billault) : Kristin Peterson
- Lil Rel Howery (VF : Diouc Koma) : Grant
- Finn Wittrock (VF : Fabrice Fara) : Tony Cameron
- Dash Mihok (VF : Christophe Lemoine) : Jonas Fernandez
- Jacob Elordi : Charlie De Lisle
- Kristen Connolly : Kelly Wilson
- Michael Braun (VF : Pierre Benoist) : Jeff Peterson
- Brendan Miller (VF : Benjamin Penamaria) : Joel Nash
- Jade Fernandez : Jen Fernandez
- Devyn Tyler (en) : Mary Washington
- Michael Scialabba : Kevin Washington
- Jeff Pope (en) : chef Nichols
Version française
  - Studio de doublage : Dubbing Brothers
  - Direction artistique : Marjorie Frantz
  - Adaptation : Jonathan Amram

## Production
Le projet est évoqué dès 2013 : Adrian Lyne doit réaliser le film, financé par Fox 2000 Pictures. Finalement, Fox 2000 revend le film à New Regency Pictures en 2018. En août 2019, le film fait à nouveau parler de lui lorsque Ben Affleck et Ana de Armas donnent leur accord pour tenir les rôles principaux alors que Walt Disney Studios Motion Pictures distribuera le film via 20th Century Studios. En octobre 2019, Tracy Letts et Rachel Blanchard rejoignent la distribution.
Le tournage débute à La Nouvelle-Orléans le 4 novembre 2019, alors que plusieurs actrices et acteurs rejoignent la production : Dash Mihok, Lil Rel Howery, Jacob Elordi, Kristen Connolly, Jade Fernandez ou encore Finn Wittrock,,. En décembre 2019, Michael Braun est lui aussi engagé.

## Sortie et accueil

### Dates de sortie
La sortie américaine est initialement fixée au 13 novembre 2020 avant d'être décalée au 13 août 2021 et 14 janvier 2022 en raison de la pandémie de Covid-19 et de la fermeture des cinémas,
En décembre 2021, il est révélé que le film ne sortira finalement pas en salles mais directement en streaming sur Hulu pour la sortie américaine et sur Prime Video dans le reste du monde.